# Le Professeur de violon
Pour plus de détails, voir Fiche technique et Distribution.
Le Professeur de violon (Tudo que Aprendemos Juntos) est un film dramatique brésilien réalisé par Sérgio Machado, sorti en 2015.
Le nom de l'orchestre qui participa au film, Heliopolis, a été l'un des titres provisoires du film.

## Synopsis
Laerte est un violoniste doué qui veut intégrer l’orchestre symphonique de Sao Paulo. Tétanisé par le trac, il échoue à l’examen d'entrée. Pour gagner sa vie, il accepte d’enseigner la musique à des adolescents d’Heliópolis, la plus grande favela de la ville. Après un temps d'adaptation dans ce milieu violent, Laerte va tisser des liens forts avec ses élèves et les faire grandement progresser.

## Fiche technique
- Titre original : Tudo que Aprendemos Juntos
- Titre français : Le Professeur de violon
- Titre provisoire : Heliopolis
- Réalisation : Sérgio Machado
- Scénario : Maria Adelaide Amaral, Marcelo Gomes, Sérgio Machado et Marta Nehring
- Pays d'origine :  Brésil
- Format : couleurs - 35 mm - 2,35:1 - Dolby Digital
- Genre : drame, musical
- Date de sortie : 2015

## Distribution
- Lázaro Ramos : Laerte
- Kaique de Jesus : Samuel
- Elzio Vieira : VR
- Sandra Corveloni : Alzira
- Fernanda de Freitas : Bruna